# گوهرمرغ کاکل‌سرخ
گوهرمرغ کاکل‌سرخ (نام علمی: Ampelion rubrocristatus) نام یک گونه از تیره گوهرمرغان است.